# Proceratophrys fryi
Proceratophrys fryi là một loài ếch thuộc họ Leptodactylidae.
Đây là loài đặc hữu của Brasil.
Môi trường sống tự nhiên của chúng là rừng ẩm vùng đất thấp nhiệt đới hoặc cận nhiệt đới, vùng núi ẩm nhiệt đới hoặc cận nhiệt đới, sông ngòi, và sông có nước theo mùa.
Chúng hiện đang bị đe dọa vì mất môi trường sống.

## Hình ảnh

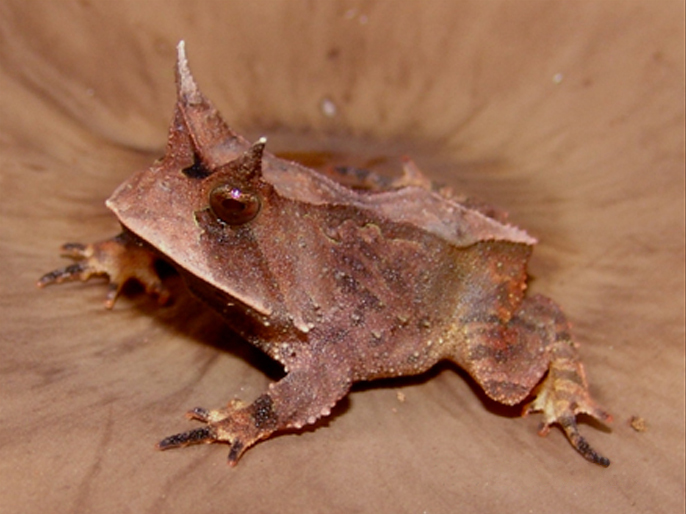
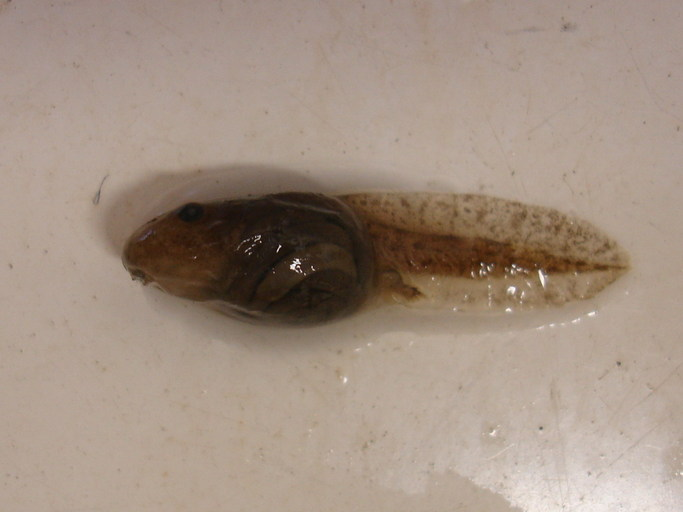
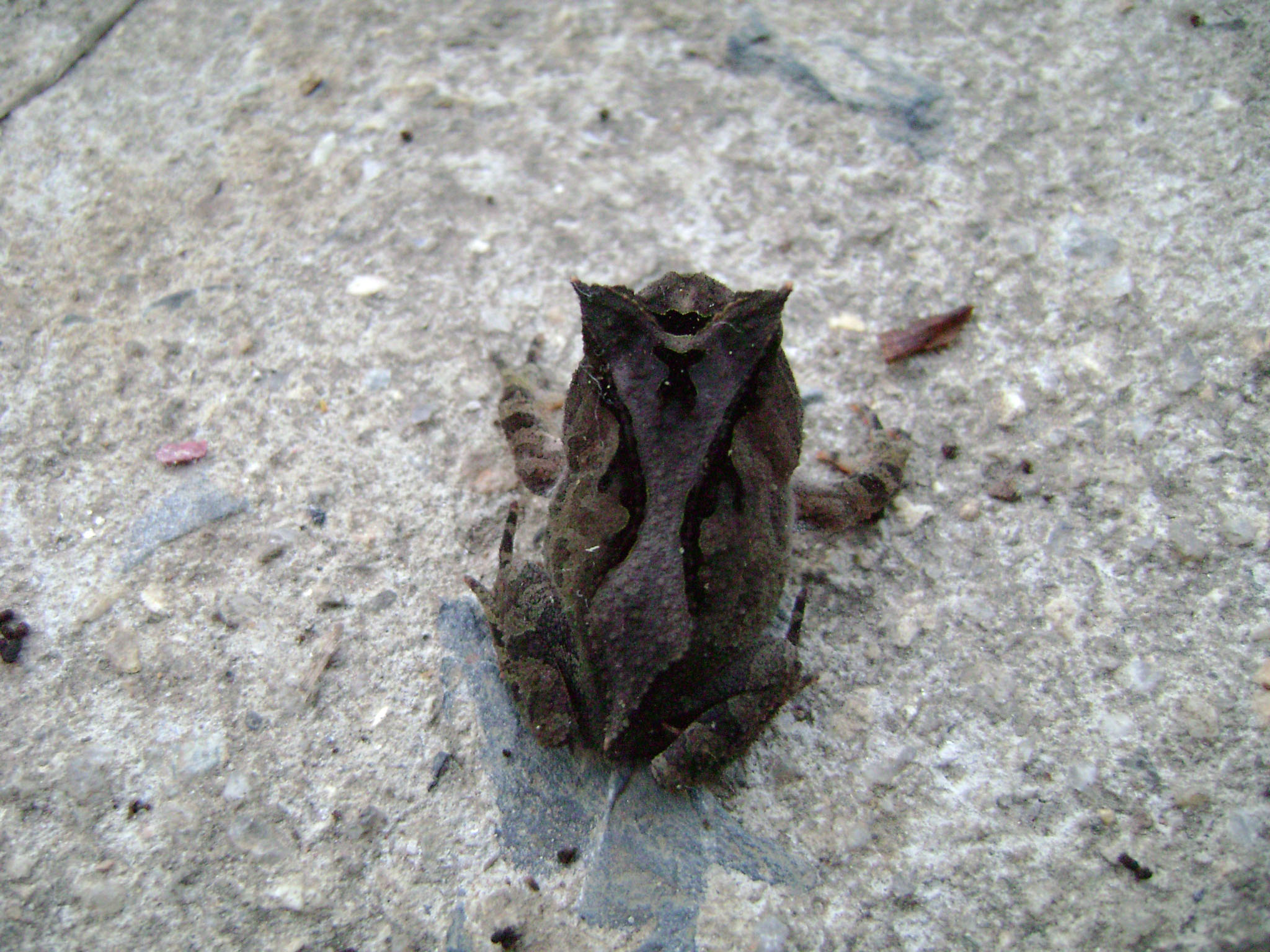
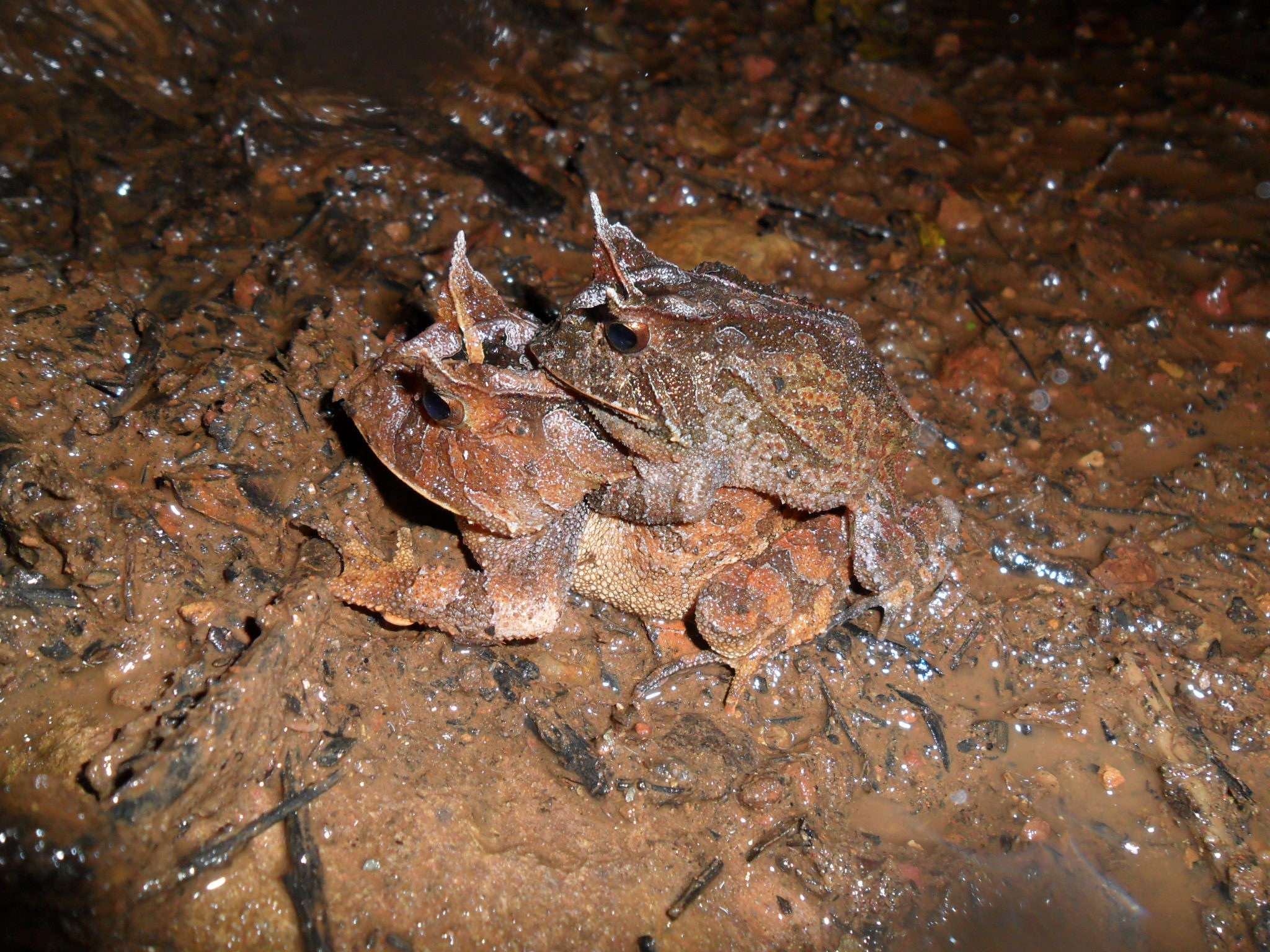